# Capão da Canoa
Capão da Canoa é um município brasileiro localizado no litoral norte do estado do Rio Grande do Sul. Conforme o Censo 2022, sua população é de 63 594 habitantes.

## Topônimo
"Capão" é uma palavra de origem tupi. Possui duas etimologias possíveis:
- "mato redondo", através da junção dos termos ka'a (mata) e pu'ã (redondo).[5]
- "intervalo de mata", através da junção dos termos ka'a (mata) e pa'um (intervalo).[6]

## História
Até a chegada dos europeus, no século XVI, o litoral norte do Rio Grande do Sul era território tradicional dos índios carijós, minuanos e arachanes. Com a escravização e as doenças trazidas pelos europeus, o número de índios reduziu-se bastante na região.
Em 1752, casais de açorianos chegaram ao Rio Grande do Sul, desembarcando no Porto de Dorneles. O município de Capão da Canoa, que hoje faz parte da região do litoral do estado, tem como origem a Sesmaria das Conchas, que pertencia a Inácio José Araújo de Quadros, por volta de 1800.
No início, era formado por grandes dunas, banhados, mar cristalino, esteiras, matos e capões, ficando a leste o mar e a oeste as lagoas e rios. Na verdade, o nome Capão da Canoa já existia no interior de uma fazenda de propriedade da família Nunes, na extensão da praia de Xangri-Lá (hoje município de Xangri-Lá), com fundos para a Lagoa das Malvas, pois essa família era quem dava apoio aos visitantes que passavam ou vinham veranear. Com o tempo, esse lugar passou a ser conhecido como Capão da Canoa, fazendo com que o velho nome Arroio da Pescaria desaparecesse. No início, junto a um pequeno povoado surgiu um armazém de secos e molhados; depois, um hotelzinho de madeira com dois quartos.
Capão da Canoa floresceu por volta de 1900 com o nome de Arroio da Pescaria, época em que os primeiros ranchos começaram a agrupar-se à beira-mar. O nome originou-se de um pequeno córrego localizado próximo ao mar. O local abrigava, além de pescadores, também alguns aventureiros. Por vezes, o local era visitado por tropeiros, fazendeiros e viajantes.
Mais tarde, por volta de 1920, começaram a chegar os primeiros veranistas oriundos da Serra Gaúcha e também de Porto Alegre. Os maiores frequentadores eram os descendentes das colônias alemãs e italianas. Por volta de 1940, a colônia israelita também começou a fazer-se presente em bom número. O nome de Arroio da Pescaria só começou a desaparecer na década de 1940, período em que teria surgido a denominação Capão da Canoa, segundo alguns pesquisadores da história do município.
Pelo Ato 73, de 1° de fevereiro de 1933, Cornélios surgiu como Sexto Distrito de Osório, no qual se incluía também a Vila de Capão da Canoa. Em 1952, o Sexto Distrito de Osório, Cornélios, foi transferido para Capão da Canoa. A emancipação do município caponense veio 30 anos depois, pela Lei 7 638, de 12 de abril de 1982. A posse do primeiro prefeito foi em 31 de janeiro de 1983. Inicialmente, o município contava com 23 balneários, possuindo 30 quilômetros de orla marítima.

## Prefeitos
| Nome                          | Mandato              | Mandato                | Partido | Observações |
| Nome                          | Início               | Fim                    | Partido | Observações |
| ----------------------------- | -------------------- | ---------------------- | ------- | ----------- |
| Egon Birlem                   |                      |                        |         |             |
| Ledorino Brogni               | 1 de janeiro de 1989 | 31 de dezembro de 1992 | PFL     | Eleito      |
| Egon Birlem                   | 1 de janeiro de 1993 | 31 de dezembro de 1996 | PTB     | Eleito      |
| Ledorino Brogni               | 1 de janeiro de 1997 | 31 de dezembro de 2000 | PDT     | Eleito      |
| Oscar Birlem                  | 1 de janeiro de 2001 | 31 de dezembro de 2004 | PTB     | Eleito      |
| Jairo Divino Oliveira Marques | 1 de janeiro de 2005 | 31 de dezembro de 2008 | PDT     | Eleito      |
| Amauri Magnus Germano         | 1 de janeiro de 2009 | 31 de dezembro de 2012 | PT      | Eleito      |
| Valdomiro de Matos Novaski    | 1 de janeiro de 2013 | 31 de dezembro de 2016 | PDT     | Eleito      |
| Amauri Magnus Germano         | 1 de janeiro de 2017 | 31 de dezembro de 2020 | PTB     | Eleito      |
| Amauri Magnus Germano         | 1 de janeiro de 2021 | 31 de dezembro de 2024 | PTB     | Reeleito    |
| Valdomiro de Matos Novaski    | 1 de janeiro de 2025 | Atualidade             | REP     | Eleito      |

## Eleitorado
Em julho de 2022, Capão da Canoa possuía 42.362 eleitores aptos a votar, dos quais 19.510 eram homens e 22.282 eram mulheres, conforme dados do Tribunal Superior Eleitoral (TSE).

## Geografia
Localiza-se na latitude 29º44'44" sul e na longitude 50º00'35" oeste, elevando-se à altitude de 4,80 m acima do nível do mar (MANM). Segundo estimativas do IBGE, o município de Capão da Canoa conta com a maior população do litoral norte gaúcho.

### Demografia
O censo de 2022 do IBGE recenseou um total de 63594 pessoas em Capão da Canoa, em uma área de 98,383 km², resultando assim em uma densidade demográfica de 646.39 habitantes/km².

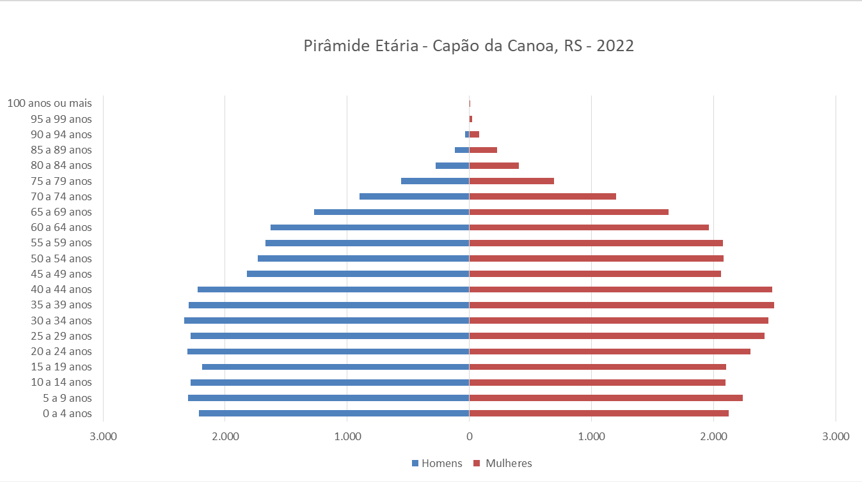
Pirâmide Etária - Capão da Canoa - RS - 2022 - https://censo2022.ibge.gov.br/panorama/

Em relação à distribuição da população por cor ou raça, em 2022, 51.051 pessoas eram brancas, 3.870 eram pretas, 46 eram amarelas, 7.572 eram pardas e 55 eram indígenas.
Em relação à educação, em 2022, 49.199 pessoas eram alfabetizadas e 1138 não eram, o que corresponde a 97,7% e 2,3% respectivamente.
A taxa de mortalidade infantil, em 2022, correspondia a 11,01 óbitos a cada mil nascidos vivos.
Em relação ao trabalho formal, em 2022, o salário médio dos trabalhadores formais era de 
2,2 salários mínimos e o número de trabalhadores formais era de 19.150 o que corresponde a 30,11% da população local.
O PIB per capita, em  2021, era de R$ 35 739,83.
O Índice de Desenvolvimento Humano Municipal (IDHM) era de 0,743.

## Distritos
Capão da Canoa está dividida em quatro distritos:
- Distrito de Capão da Canoa, sede do município
- Distrito de Capão Novo
- Distrito de Arroio Teixeira
- Distrito de Curumim

## Turismo
Atualmente o município possui 11 balneários, com 19,1 km de extensão norte-sul, divididos em quatro distritos, limitando-se a leste com o oceano Atlântico, o sul com o município de Xangri-lá, o norte com o município de Terra de Areia, e a oeste com os municípios de Maquiné e Terra de Areia.
Capão da Canoa destaca-se pela qualidade de vida, tanto no aspecto da saúde, proporcionada pelos recursos naturais, clima e vegetação, quanto pela facilidade de acesso às grandes cidades e região metropolitana. Destaca-se também por ter uma das praias mais tradicionais e cosmopolitas no litoral do Rio Grande do Sul, servindo de palco para o encontro de turistas gaúchos, argentinos e uruguaios, no intuito de curtir um lugar ao sol em suas vastas extensões de areia.
Em suas praias existem áreas apropriadas para o surfe, a pesca e para o banho. Por ter um belo visual, principalmente ao amanhecer e ao anoitecer, atrai surfistas no inverno e verão, sendo também excelente local para bronzear-se ao sol, fazer longas caminhadas e corridas à beira-mar. Em relação à pesca, a prática é diária, pois há muitos pescadores entre seus moradores.
Foi realizado até 2015, pela RBS TV, o concurso Garota Verão, evento que escolhia a mais bela garota representante dos municípios do Rio Grande do Sul.
Para quem pretende praticar esportes, existem quadras de vôlei, futebol e basquete, todas à beira-mar e algumas na Avenida Flávio Boianovsky, praça que contém a Praça do Raul, com vários brinquedos e campo de futebol, e dois campos para a prática do voleibol, conservando, contudo, uma parte da Praça exclusiva para lazer, encontrar amigos e conhecidos, tomar chimarrão e jogar bocha. Outra opção de lazer, é fazer um voo panorâmico pela praia. Existem vários aviões de pequeno porte no aeroporto, de plantão para esses voos, a custo acessível.
Em 2022 foi inaugurado o Parque Náutico municipal, uma área pública com aproximadamente 9,5 hectares, as margens da Lagoa do Quadros. O parque recebe a visita de 5 a 6 mil pessoas por semana, que buscam por um local tranquilo, contemplação da natureza, banho nas águas e um dos mais lindos pôr do sol do Estado.

## Comércio e serviços
Capão da Canoa possui, atualmente, ampla rede gastronômica, com restaurantes, pizzarias e churrascarias. Em termos de lazer, existem alguns centros comerciais, como o Shopping Lynemar, o Capão da Canoa Shopping e o Shopping das Águas, que permanecem abertos o ano inteiro, e outros estabelecimentos que costumam funcionar somente no verão. Há também boliche, casas noturnas, diversas praças (Praça do Farol, Praça Capão da Criança, Praça do Raul), parques de diversões aquáticas, peças de teatro, Casa de Cultura Érico Verissímo, entre outros locais de encontro, diversão e de cultura.
Em janeiro de 2021, o município foi contemplado com uma filial das lojas Havan, especializada em móveis, eletrodomésticos, ferramentas e vestuário. Localizada na ERS-389 (Estrada do Mar), foi a 155ª loja da rede inaugurada no país. Em maio, poucos meses após a inauguração, a réplica da Estátua da Liberdade instalada em frente à loja foi derrubada por fortes rajadas de vento.
Dois dos principais parques aquáticos do Rio Grande do Sul estão localizados no município: o Marina Park, situado a poucos quilômetros da área central de Capão da Canoa, e o Acqua Lokos, no distrito de Arroio Teixeira, próximo a Curumim. Ambos situam-se na Estrada do Mar.

## Eventos
Em abril, há o Rodeio de Capão da Canoa no CTG João Sobrinho. Para a realização de festas e eventos sociais, a cidade possui dois clubes, o Capão da Canoa Futebol Clube (CCFC) e a Sociedade dos Amigos de Capão da Canoa (SACC).

## Ruas de Capão da Canoa
Algumas das principais ruas de Capão da Canoa têm nomes indígenas:
- Rua Andira: é personagem de Iracema, de José de Alencar; a grafia correta desta palavra tupi é Andirae, e significa "morcego";
- Rua Ceci: é como Peri chamava Cecília, personagem de O Guarani, de José de Alencar;
- Rua Pindorama: palavra erroneamente traduzida como "terra das palmeiras";
- Rua Poti: em tupi, "camarão"; nome de nascença de Filipe Camarão, um índio notável durante as guerras contra os holandeses no Nordeste;
- Avenida Rudá: o deus do amor na teogonia indígena;
- Rua Sepé: o índio Sepé Tiaraju, das missões jesuíticas, morto em combate na chamada guerra guaranítica;
- Rua Ubirajara: personagem do romance Ubirajara, de José de Alencar; em tupi, Ubirajara significa "senhor (aquele que possui) da vara ou lança";
- Avenida Paraguassu: principal via urbana do município, com ampla densidade comercial e de serviços. Percorre todos os distritos da Sede e Capão Novo. Seu nome (originalmente "Paraguaçu" com ç), é da esposa do lendário Caramuru; a palavra em tupi pará = mar, e guaçu = grande, significa "mar grande ou oceano".
- Avenida Ararigboia: via que constitui um prolongamento da rodovia estadual ERS-407, que liga Capão da Canoa à BR-101, no distrito de Morro Alto, Maquiné.